# نيلسون إتش. فلك
نيلسون إتش. فلك هو محامي وسياسي أمريكي، ولد في 24 مارس 1874، وتوفي في 31 أكتوبر 1924 بسبب ذات الرئة. نشط حزبياً في الحزب الجمهوري. وقد انتخب عضو جمعية ولاية ويسكونسن ‏.